# Isibeal Atkinson
Isibeal 'Izzy' Atkinson (Rush, 17 juli 2001) is een voetbalspeelster uit Ierland. Ze speelt als aanvaller voor Crystal Palace F.C. in de FA Women's Super League.

## Clubcarrière
Na vier jaar voor Shelbourne F.C. te hebben gespeeld, maakte ze in februari 2021 de overstap naar Celtic FC. Hier mocht ze meedoen aan de UEFA Women's Champions League waarin ze onder andere de gelijkmaker maakte in een wedstrijd tegen FC Minsk. In mei 2022 maakte Atkinson de gelijkmaker in de finale om de Scottish Cup waarin Celtic Glasgow City LFC met 3-2 wist te verslaan en de beker won.
In juli 2022 maakte Atkinson de overstap naar West Ham United. Hier speelde ze twee seizoenen totdat ze voorafgaande aan het seizoen 2024/25 overstapte naar Crystal Palace F.C..

## Statistieken
| Seizoen   | Club            | Land      | Competitie                      | Wedstrijden | Doelpunten |
| --------- | --------------- | --------- | ------------------------------- | ----------- | ---------- |
| 2017-2021 | Shelbourne FC   | Ierland   | Premier Division                | 43          | 12         |
| 2021-2022 | Celtic FC       | Schotland | Scottish Women's Premier League | 30          | 3          |
| 2022/23   | West Ham United | Engeland  | FA Women's Super League         | 16          | 1          |
| 2023/24   | West Ham United | Engeland  | FA Women's Super League         | 7           | 0          |
| 2024/25   | Crystal Palace  | Engeland  | FA Women's Super League         | 2           | 0          |
| Totaal    | Totaal          | Totaal    | Totaal                          | 98          | 16         |

Laatste update: 12 januari 2025

## Interlandcarrière
Atkinson maakte haar debuut voor het Ierse nationale team in 22 juni 2018 met een 1-0 nederlaag tegen Noorwegen. Atkinson was nog maar 16 jaar oud toen ze haar debuut maakte.
In 2023 werd Atkinson door bondscoach Vera Pauw geselecteerd voor het WK 2023. Het was voor het eerst dat Ierland meedeed aan het Wereldkampioenschap voetbal vrouwen. Ierland bleef er steken in de groepsfase. Atkinson kwam in twee van de drie wedstrijden die Ierland speelde in actie.